# Загребельська Агія Аббасівна
Агія Аббасівна Загребельська, до шлюбу Ахундова (нар. 30 жовтня 1982, м. Селидове, Донецька область) — українська юристка, державна уповноважена Антимонопольного комітету України (2015—2019).

## Освіта
У 2006 році здобула кваліфікацію спеціалістки з правознавства у Донецькому юридичному інституті Луганського державного університету внутрішніх справ. У 2011 р. отримала диплом магістра правознавства у Національній академії внутрішніх справ.
У 2011 р. прикріплена здобувачкою кафедри наукового ступеня кандидата юридичних наук у Волинському національному університеті ім. Л. Українки.
З 2013 року — кандидат юридичних наук.

## Кар'єра
З 2004 року працювала секретаркою судових засідань Печерського районного суду м. Києва.
У 2007 році розпочала приватну юридичну практику.
З 2008 року — заступниця директора, а з 2012 року — директор ТОВ «Юридичні традиції».
З 2014 року — заступниця начальника Головного управління з питань судоустрою та правової політики Адміністрації Президента України.
У травні 2014 року призначена першою заступницею голови Державної виконавчої служби України.

### Державна уповноважена АМКУ
29 червня 2015 року указом Президента України Петра Порошенка від 29.06.2015 № 378/215 призначена на посаду Державного уповноваженого Антимонопольного комітету України.
5 липня 2019 року указом Президента України Володимира Зеленського від 05.07.19 № 486/2019 була звільнена з посади державної уповноваженої Антимонопольного комітету України. Це рішення Президента викликало шквал критики, а сама Агія Загребельська вирішила оскаржити своє звільнення в суді на підставі того, що звільнення відбулося начебто з порушенням процедури.
4 жовтня 2019 року стала однією з переможців конкурсу «Адвокат Року — 2019» у номінації «Кращий юрист-держслужбовець».
Провела дослідження ринку лотерей, за результатом якого у 2018 році було збережено роботу кількох операторів замість можливої монополії одного гравця ринку.
Очолювала розслідування стосовно змови компаній, які у 2016 році брали участь закупівлях послуг харчування Міністерством оборони на загальну суму 2,20 млрд грн. За результатом розслідування АМКУ оштрафував 22 фірми на суму 869,27 млн грн, що є найбільшим штрафом в історії АМКУ серед інших справ по спотворенню результатів тендерних торгів.
Голосувала проти надання дозволу компанії ДТЕК придбати пакети акцій «Одесаобленерго» та «Київобленерго», що збільшувало частку групи Ріната Ахметова на ринку постачання електроенергії.
Провела розслідування стосовно дій Одеської міськради, яка дозволила компанії «Євротермінал» монополізувати можливість платного проїзду вантажівок на територію Одеського морського порту.
Очолювала розслідування стосовно чотирьох компаній, які за рішенням Фонду державного майна України влітку 2018 року отримали монопольний контроль над платним доступом до державної бази звітів про оцінку майна.
Розробила рекомендації для Мінрегіонрозвитку стосовно розвитку ринку ритуальних послуг і дозволити будівництво приватних крематоріїв.
29 грудня 2022 року Агія Загребельська приєдналася до команди НАЗК і очолила «напрям мінімізації корупційних ризиків в санкційній політиці НАЗК»
В жовтні 2024 році була призначена Директоркою з розвитку партнерства громадської організації Ради економічної безпеки України.

## Сімейний стан
Одружена з Загребельським Денисом Володимировичем, має двох синів. Чоловік є обвинуваченим у кримінальному провадженні №12019100090010242 від 11.10.2019.[джерело?]